# Богомягково (Забайкальский край)
Богомя́гково — село в северной части Шилкинского района Забайкальского края России.
Население — 463 чел. (2021).

## География
Расположено в месте впадения речки Хадая в реку Кия. До районного центра, Шилки, 25 км. До Читы, по федеральной трассе «Амур», 199 км. В состав Богомягковского сельского поселения входят также сёла Кокуй-Комогорцево, Кыэкен, Средняя Кия.

## История
Основано в 1720 году крестьянином Е. Е. Богомягковым.
Население занято в коллективном и личных подсобных хозяйствах. Сегодня в селе функционируют средняя школа, детский сад, Дом культуры с библиотекой. В Богомягково находится памятник в честь борцов, погибших за Советскую власть в Забайкалье. В селе находится дом Георгия Богомягкова, героя Гражданской войны в Забайкалье и памятник в его честь.

## Население
| 1865 | 1894 | 1923 | 2002 | 2010 | 2021 |
| ---- | ---- | ---- | ---- | ---- | ---- |
| 211  | ↗262 | ↗454 | ↗584 | ↘520 | ↘463 |